# Nabari
Nabari (japanisch 名張市, -shi) ist eine Stadt in der japanischen Präfektur Mie.

## Geographie

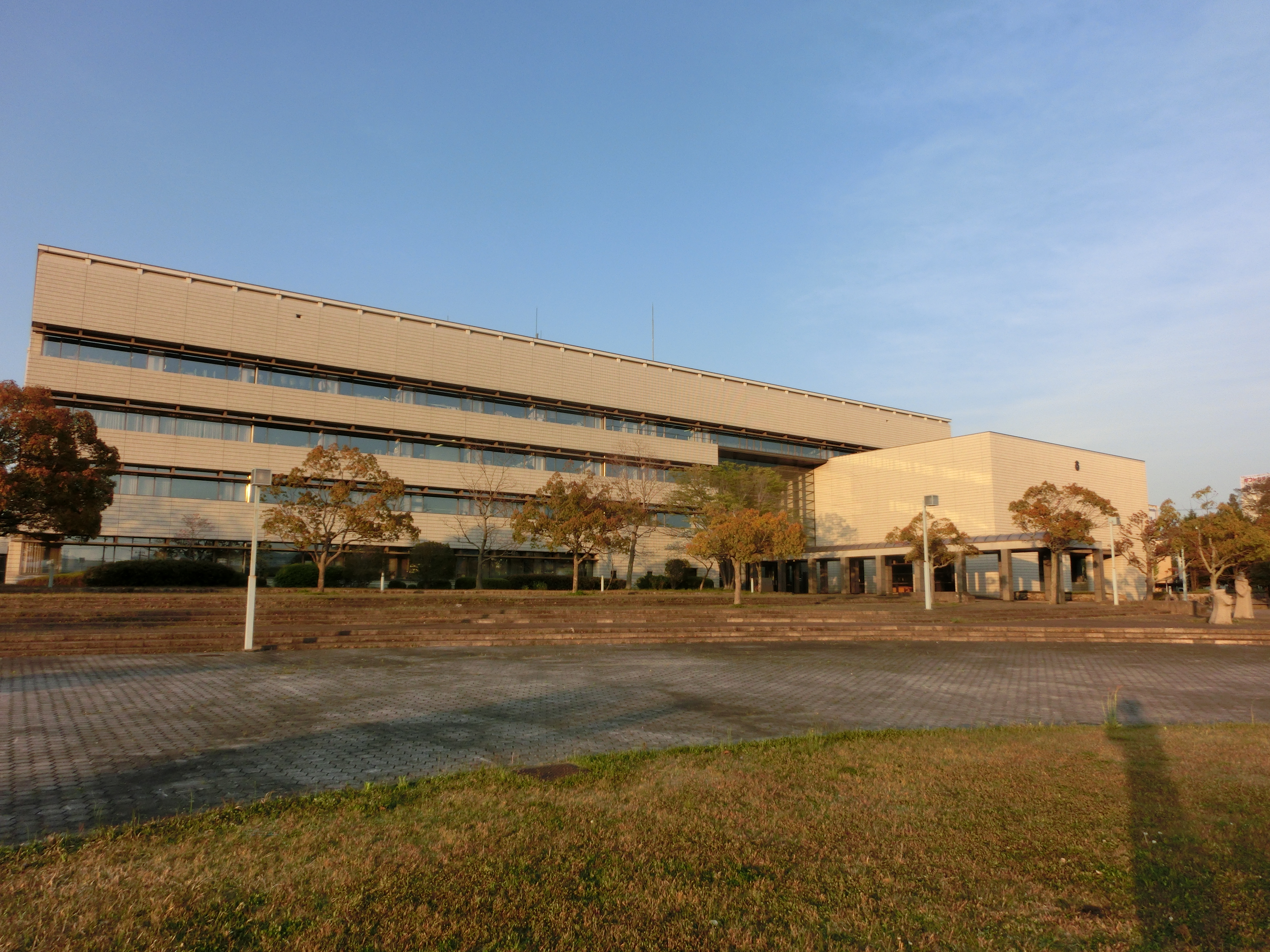
Rathaus

Nabari liegt westlich von Tsu.

## Geschichte
Die Stadt Nabari wurde am 1. März 1954 gegründet.

## Verkehr
- Straße:
  - Nationalstraße 165, 368
- Zug:
  - Kintetsu Ōsaka-Linie

## Söhne und Töchter der Stadt
- Rampo Edogawa (1894–1965), Autor und Kritiker
- Michiyo Heike (jap. 平家 充代) Heike Michiyo (* 1979), Sängerin, Songwriterin
- Ken Hirai (* 1972), R&B und J-Pop Sänger
- Takuto Minami (* 2002), Fußballspieler

## Angrenzende Städte und Gemeinden
- Präfektur Mie
  - Tsu
  - Iga
- Präfektur Nara
  - Uda
  - Yamazoe
  - Soni